# Li Sheng (militaire)
Pour les articles homonymes, voir Li Sheng.
Li Sheng (李晟) (727 - 13 septembre 793), prénom social Liangqi (良器), anciennement prince Zhongwu de Xiping (西平忠武王), est un général militaire chinois, un monarque et un homme politique sous la dynastie Tang, surtout connu pour son service sous l'empereur Dezong dans la destruction de la rébellion menée par Zhu Ci et la restauration de l'empereur Dezong.

## Contexte
Li Sheng est né en 727, sous le règne de l'empereur Xuanzong. Sa famille est de la préfecture de Tao (洮州, dans le Dingxi moderne, Gansu). Ses ancêtres, dont son grand-père Li Sigong (李思恭) et son père Li Qin (李欽), servent comme officiers militaires subalternes aux frontières. Li Qin est mort alors que Li Sheng n'a que quelques années.
Li Sheng commence son service militaire à l'âge de 17 ans. Il sert sous Wang Zhongsi, le gouverneur militaire (Jiedushi) du district Hexi (河西, dont le siège est à Wuwei, Gansu), dans une campagne contre Tufan. Cet officier défend le fort et tue  de nombreux soldats Tang. Wang demande à un volontaire d'abattre l'officier Tufan, et Li s'est porté volontaire; il tire une seule flèche qui tue l'officier Tufan. Plus tard, Gao Shengya (高昇雅) le gouverneur militaire du district de Fengxiang (鳳 翔, dont le siège est à Baoji moderne, Shaanxi), qui connait Li de réputation, invite Li à servir sous lui. Alors qu'il servait sous Gao, Li remporte deux campagnes contre les tribus rebelles Qiang et est promu au grade de général.

## Pendant le règne de l'empereur Daizong
Au début de l'ère Guangde (763-764) du petit-fils de l'empereur Xuanzong, l'empereur Daizong, alors gouverneur militaire du district de Fengxiang, Sun Zhizhi (孫志直), fait de Li Sheng le commandant des troupes à haute mobilité, et après que Li ait vaincu le chef tribal Dangxiang Gao Yu (高玉), il reçut le titre honorifique de Tejin (特進) ainsi qu'un poste honorifique de ministre.
Au début de l'ère Dali de l'empereur Daizong (766-779), le gouverneur militaire suivant de Fengxiang, Li Baoyu, fit de Li Sheng le commandant de ses troupes de droite. En 768, les forces de Tufan assiègent la préfecture de Ling (靈州, dans le Yinchuan moderne, Ningxia). Li Baoyu donne à Li Sheng 5 000 hommes pour attaquer les troupes de Tufan pour tenter d'alléger le siège. Li Sheng refuse et ne prend que 1000 hommes. Il avance hors du col de Dazhen (大震關, dans le Baoji moderne) et attaque une garnison de Tufan dans la préfecture de Tao ; il massacre la garnison de Tufan et brûle les fournitures de Tufan qui y sont stockées. Lorsque les forces de Tufan assiégeant la préfecture de Ling apprennent la nouvelle, elles lèvent le siège et se retirent. Pour ses contributions, il reçoit le titre honorifique de Kaifu Yitong Sansi (開府儀同三司). Il fut bientôt nommé commandant militaire sous Ma Lin (馬璘) le gouverneur militaire du district de Jingyuan (涇原, dont le siège est à Pingliang moderne, Gansu), et à une occasion, après que Ma ait été vaincu par les troupes de Tufan à Yancang (鹽倉, dans le Pingliang moderne) et n'ait pas pu se regrouper pour retourner dans la capitale de Jingyuan Préfecture de Jing, c'est grâce aux efforts de Li Sheng que les troupes de Ma peuvent combattre les troupes de Tufan jusqu'à la préfecture de Jing,. En raison de cette bataille, Li est nommé prince de Hechuan. L'empereur Daizong garde Li à Chang'an pour servir comme général de l'armée de Shence (神策軍), qui est sous contrôle impérial direct.

## Pendant le règne de l'empereur Dezong

### Avant la rébellion de Zhu Ci
En 779, sous le règne du fils de l'empereur Daizong, l'empereur Dezong, il y a une attaque conjointe de Tufan et Nanzhao sur Xichuan (西川, dont le siège est à Chengdu, Sichuan). L'empereur Dezong envoya Li Sheng et Qu Huan (曲環), commandant les gardes impériaux et les troupes de plusieurs districts, contre les troupes de Tufan et de Nanzhao, les battant et soulageant le district de Xichuan de l'attaque.
En 781, Chengde (成德, dont le siège est à Shijiazhuang moderne, Hebei), Weibo (魏博, dont le siège est à Handan moderne, Hebei), Pinglu (平盧, dont le siège est à Tai'an moderne, Shandong) et Shannan East (山南東道, dont le siège est à Xiangfan moderne, Hubei) - prennent une position provocante contre le gouvernement impérial face au refus de l'empereur Dezong de permettre au gouverneur militaire de Chengde Li Baochen d'être remplacé par son fils Li Weiyue et l'armée de Pinglu. Le gouverneur Li Zhengji devant être remplacé par son fils Li Na, l'empereur Dezong envoya Li Sheng, Ma Sui et Li Baozhen (le cousin de Li Baoyu) contre le gouverneur militaire de Weibo, Tian Yue, qui assiégeait alors Linming (臨洺, dans le Handan moderne), qui se trouvait dans le district de Zhaoyi de Li Baozhen (昭義, dont le siège est à Changzhi moderne, Shanxi). Leurs forces conjointes vainquent celles de Tian, forçant Tian à se retirer dans la capitale de Weibo, la préfecture de Wei (魏州). 
Pendant ce temps, le général de Li Weiyue, Wang Wujun, tue Li Weiyue et se soumet, avant de se rebeller de nouveaux aux côtés de Zhu Tao. Lorsque Wang fait pression sur la préfecture de Xing de Zhaoyi (邢 州, dans le Xingtai moderne, Hebei), Li Baozhen envoie certaines de ses troupes pour défendre la préfecture de Xing - suscitant la colère de Ma en ce que Ma croyait que Li Baozhen essayait simplement de préserver son propre territoire, au point que Ma envisageait de se retirer entièrement. Ce n'est qu'avec l'intercession de Li Sheng que la relation entre Ma et Li Baozhen est restaurée. Par la suite, Li Sheng prend ses troupes et rencontre les troupes de Zhang Xiaozhong, le gouverneur militaire du district de Yiwu (義武, dans l'actuel Baoding, Hebei) pour lever le siège que le fils de Wang Wujun, Wang Shizhen, pose contre la préfecture de Zhao (趙州, dans l'actuel Shijiazhuang), alors tenu par un général fidèle au gouvernement impérial, Kang Rizhi (康日知). Lui et Zhang prévoyaient par la suite d'attaquer le siège de Wang dans la préfecture de Heng (恆州, dans l'actuel Shijiazhuang). Au printemps 783, Li Sheng, avec le fils de Zhang, Zhang Shengyun (張昇雲) attaque l'officier de Zhu Zheng Jingji (鄭景濟) à Qingyuan (清苑, dans le Baoding moderne). Ceci, cependant, attire une réponse de Zhu, qui quitte la préfecture de Wei et arrive à Qingyuan pour combattre Li Sheng. Il vainc Li Sheng, forçant Li Sheng, qui est tombé malade après la défaite, à retourner dans la préfecture de Ding, la capitale de Yiwu (定州).

### Pendant la rébellion de Zhu Ci
À l'automne 783, les troupes de Jingyuan, alors à Chang'an pour attendre le déploiement sur le champ de bataille oriental, se sont mutinées lorsque l'empereur Dezong ne leur a pas donné de récompenses suffisantes, forçant l'empereur Dezong à fuir vers Fengtian (奉天, dans le Xianyang moderne, Shaanxi). Ils soutiennent le frère de Zhu Tao, Zhu Ci, en tant que chef, et Zhu Ci s'est rapidement déclaré empereur d'un nouvel état de Qin et assiège Fengtian. Li Sheng, après son rétablissement plus tard dans l'année, voulait se diriger immédiatement vers Fengtian pour aider l'empereur Dezong, mais Zhang Xiaozhong, dont le district de Yiwu est coincé entre les territoires de Zhu Tao et de Wang Wujun et craignait d'être attaqué, essaie de garder Li Sheng à Yiwu. 
L'empereur Dezong donne à Li Sheng le titre de gouverneur militaire de l'armée de Shence. Cependant, alors qu'il arrivait dans les environs de Chang'an, avec seulement 4 000 soldats, il n'a pas été en mesure de défier directement l'armée de siège de Zhu et s'est donc arrêté au pont de la rivière East Wei (東渭橋) près de Chang'an. 
Le général de division Li Huaiguang arriva bientôt et força Zhu Ci à lever son siège sur Fengtian. Cependant, l'empereur Dezong s'est alors aliéné Li Huaiguang en refusant de le rencontrer et en lui ordonnant à la place de rencontrer Li Sheng et deux autres gouverneurs militaires, Li Jianhui (李建徽) et Yang Huiyuan (楊惠元) en attaquant Chang'an. Lorsque Li Huaiguang a rendez-vous avec Li Sheng, Li Jianhui et Yang, non seulement il n'a pas attaqué Chang'an, mais s'est simplement arrêté à Xianyang (咸 陽, dans le Xianyang moderne). Au printemps 784, Li Sheng commence à soupçonner les intentions de Li Huaiguang et croyait (à juste titre) que Li Huaiguang est en communication avec Zhu Ci. Lui, craignant que Li Huaiguang ne s'empare de ses troupes, reçoit la permission de l'empereur Dezong de retourner au pont de la rivière East Wei. Il soumet une pétition secrète à l'empereur Dezong exhortant l'empereur Dezong à anticiper une rébellion de Li Huaiguang et à garder dégagé le chemin vers la région de Hanzhong et Shu (蜀, c'est-à-dire Xichuan). L'empereur Dezong hésite et tente de calmer Li Huaiguang pour qu'il reste dans le camp impérial. Au lieu de cela, Li Huaiguang annonce publiquement qu'il se rebellait et l'empereur Dezong s'est enfui vers la préfecture de Liang (梁州, dans le Hanzhong moderne). Avant de fuir, l'empereur Dezong donne à Li Sheng la désignation de chancelier honoraire Tong Zhongshu Menxia Pingzhangshi (同中書門下平章事), faisant de Li Sheng le commandant suprême des troupes de la région de Chang'an toujours fidèles à la cause impériale.
À cette époque, Li Sheng est effectivement coincé avec une petite armée entre Zhu Ci et Li Huaiguang. Zhu Ci essaie de persuader Li Sheng de rejoindre sa cause en traitant avec gentillesse les parents de Li Sheng restés à Chang'an, mais Li Sheng n'a pas été influencé.
Bientôt, l'empereur Dezong envoie  le général Hun Jian vers Chang'an tandis que Li Sheng prépare l'assaut sur place. Le 12 juin 784, Li Sheng annonça à ses troupes que la bataille de Chang'an allait commencer, puis commença à se diriger vers Chang'an, en coordination avec Hun, Luo Yuanguang (駱元光), et Shang Kegu (尚可孤). Les troupes Han lancent plusieurs attaques contre ses troupes en progression mais sont vaincues à chaque fois, et le 19 juin, Li Sheng est entré dans Chang'an, forçant Zhu Ci à fuir.

### Après la rébellion de Zhu Ci

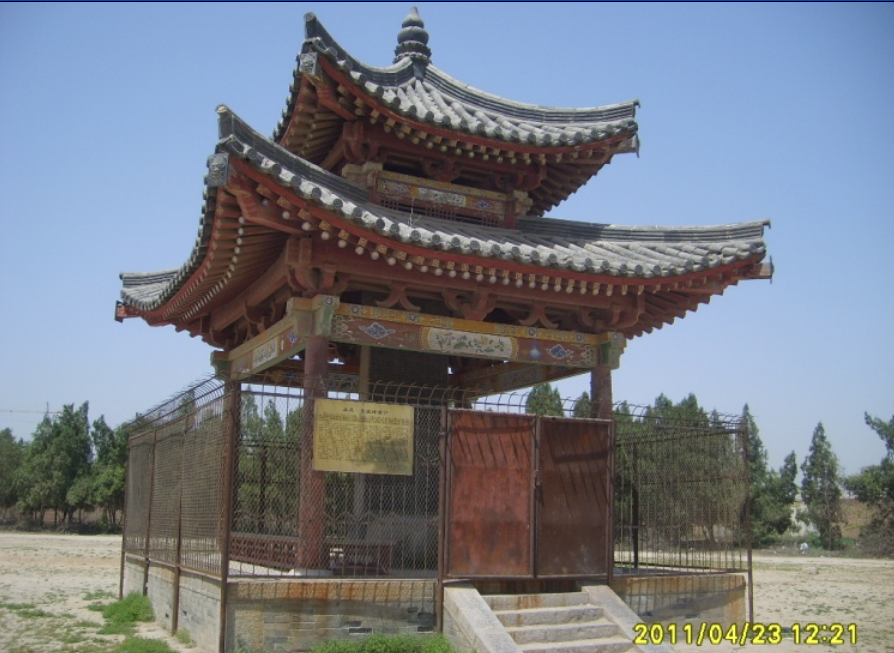
La stèle Li Sheng (李晟碑), érigée en 839 pour commémorer ses victoires contre Zhu Ci, située dans le comté de Gaoling, Shaanxi

Li Sheng exécute un certain nombre de fonctionnaires de Zhu Ci et accueille l'empereur Dezong à Chang'an. L'empereur Dezong donne à Li Sheng le titre honorifique de Situ (司徒, l'une des Trois Excellences) et l'a nommé Zhongshu Ling (中書令), le chef du bureau législatif du gouvernement (中書省, Zhongshu Sheng), un poste considéré comme celui d'un chancelier.
Après le retour de l'empereur Dezong à Chang'an, il nomme Li Sheng gouverneur militaire des districts de Fengxiang et Longyou (隴右, dont le siège est situé dans les districts modernes de Tianshui, Gansu), stationné à Fengxiang pour se défendre contre les attaques de Tufan. Il crée le titre de prince de Xiping pour Li Sheng. Lors des célébrations de la victoire sur Zhu, lorsque l'empereur Dezong honorait les généraux, Li Sheng est honoré en premier et Hun Jian en second. Par la suite, Li Sheng, après son arrivée à Fengxiang, exécute un certain nombre d'officiers qui avaient tué l'ancien gouverneur militaire Zhang Yi, afin de rétablir la discipline militaire. Par la suite, en 785, lorsque de nombreux responsables suggérèrent, à la lumière de l'état affaibli du gouvernement impérial, que l'empereur Dezong grâcie Li Huaiguang, Li Sheng s'y opposa vigoureusement, soulignant qu'il y a cinq raisons principales pour lesquelles Li Huaiguang ne pouvait pas être gracié : 
1. Que, après la grâce, si une grande armée est postée entre Chang'an et Hezhong, il semblerait que le gouvernement impérial n'ait pas confiance en Li Huaiguang, mais si une grande armée n'est pas postée, Chang'an serait exposé à une attaque par Li Huaiguang si Li Huaiguang se retournait à nouveau contre le gouvernement impérial.
2. Qu'après le pardon, le territoire que les troupes impériales ont capturé à Li Huaiguang devrait être restitué à Li Huaiguang, et il ne resterait plus rien pour récompenser Hun Jian et Kang Rizhi, à qui l'empereur Dezong a déjà promis le territoire de Li Huaiguang.
3. Que Tufan, Huige et un autre rebelle, Li Xilie, surveillaient tous les mouvements du gouvernement impérial, et un pardon montrerait de la faiblesse.
4. Que, après le pardon, les soldats de l'armée Shuofang de Li Huaiguang devraient être récompensés pour leurs contributions à la levée du siège de Fengtian, et le trésor impérial manquait de ressources pour de telles récompenses.
5. Ce Hezhong manquait de nourriture à l'époque, et Li Huaiguang est proche de la défaite dans tous les cas.

Li Sheng propose d'attaquer Li Huaiguang lui-même sans autres approvisionnements du trésor impérial. L'empereur Dezong s'est donc prononcé contre le pardon de Li Huaiguang, mais n'a pas accepté l'offre de Li Sheng d'attaquer Li Huaiguang lui-même, envoyant à la place Hun et Ma Sui contre Li Huaiguang. Li Huaiguang s'est rapidement suicidé sous la menace d'une attaque imminente de Ma et Hun, et son territoire est réintégré sous le contrôle impérial.
En 786, le chancelier Tufan Nanam Shang Gyaltsen Lhanang ("Shang Jiezan" (尚結贊) en chinois), qui croyait que Li Sheng, Hun et Ma sont les trois seules personnes se tenant entre lui et une conquête de Tang, développe une stratégie pour créer des soupçons dans l'esprit de l'empereur Dezong contre eux. Ainsi, lors d'une incursion majeure, il prétend avoir été convoqué par Li Sheng. Zhang Yanshang profite de l'occasion de l'invasion de Tufan pour alléguer à l'empereur Dezong que Li Sheng commettrait une trahison, et l'empereur Dezong, déjà méfiant à l'égard de Li Sheng après ses grandes réalisations, commence à croire les allégations, mais lorsque Li Sheng propose de démissionner, il refuse. Le chancelier Han Huang, qui est ami avec Li Sheng, tenta de servir de médiateur, et Han et le général Liu Xuanzuo (劉玄佐) organise une fête pour Li Sheng et Zhang Yanshang, dans l'espoir de dissoudre leur inimitié. 
Pendant ce temps, Shang poursuit son incursion, mais au printemps 787, il rencontrait des difficultés avec le bétail de son armée mourant à cause de maladies. Il cherche la paix à travers Ma, mais la proposition de paix est opposée par Li Sheng et Han. Han mourut bientôt, cependant, et avec Ma et Zhang approuvant tous les deux la paix, l'empereur Dezong accepta. Il utilise l'opposition de Li Sheng comme excuse - déclarant que la paix avec Tufan est bénéfique pour l'empire malgré les réserves de Li Sheng - pour retirer Li Sheng de son commandement à Fengxiang, bien qu'il ait permis à Li Sheng de recommander son successeur; Li Sheng recommande son officier Xing Junya (邢君牙). L'empereur Dezong rappelle Li Sheng à Chang'an pour servir en tant que Zhongshu Ling et Taiwei (太尉, également l'une des trois excellences) et l'a relevé de toutes ses fonctions militaires. Il est dit qu'une fois que Li Sheng est revenu à Chang'an, malgré les soupçons dont il est l'objet, il parle néanmoins honnêtement chaque fois qu'il a des opinions sur les affaires d'État. À la lumière de la levée de l'implication de Zhang dans le commandement de Li Sheng, par la suite, lorsque Zhang veut que Li Baozhen, puis Liu, serve de nouveau commandant des forces de défense aux frontières avec Tufan, Li Baozhen et Liu refusent.
À l'été 787, l'empereur Dezong et Shang négocient un traité de paix, et Hun, en tant qu'émissaire de l'empereur Dezong, devait rencontrer Shang à Pingliangchuan (平涼川, en Pingliang moderne). Li Sheng, craignant la trahison de Tufan, ordonne à Hun d'être prudent, mais Zhang, entendant cela, accuse Li Sheng d'interférer avec la paix avec Tufan. L'empereur Dezong a donc ordonné à Hun d'être calme, de ne pas aggraver Tufan de quelque manière que ce soit. Le 8 juillet 787, sur le site de la réunion, Shang tend un piège à Hun et lance une attaque soudaine, tuant et capturant de nombreux préposés de Hun, mais Hun s'est échappé. Lorsque la nouvelle parvint à Chang'an, l'empereur Dezong fut tellement paniqué qu'il envisagea de fuir Chang'an, mais resta sur les conseils de Li Sheng. 
Li Sheng est mort en 793. Les fils de Li Sheng, Li Yuan (李愿), Li Su (李愬), Li Ting (李聽), Li Xian (李憲) et son neveu Wang Bi (王佖) servent comme généraux plus tard. 